# Jan Teugels
Jan Teugels (Breendonk, 12 oktober 1948) is een voormalig Belgisch veldrijder.
Hij was beroepsrenner van 1978 tot 1987 en reed zijn hele profcarrière voor Duvel. Teugels won onder andere het Belgisch kampioenschap veldrijden voor beroepsrenners in 1979 te Koersel. Verder behaalde hij de overwinning te Essen 1974, 2 overwinningen in de Druivencross  1978 en 1979 , te Vossem 1979, de Duinencross 1980 en Baal 1984 .